# Media Park (Hilversum)

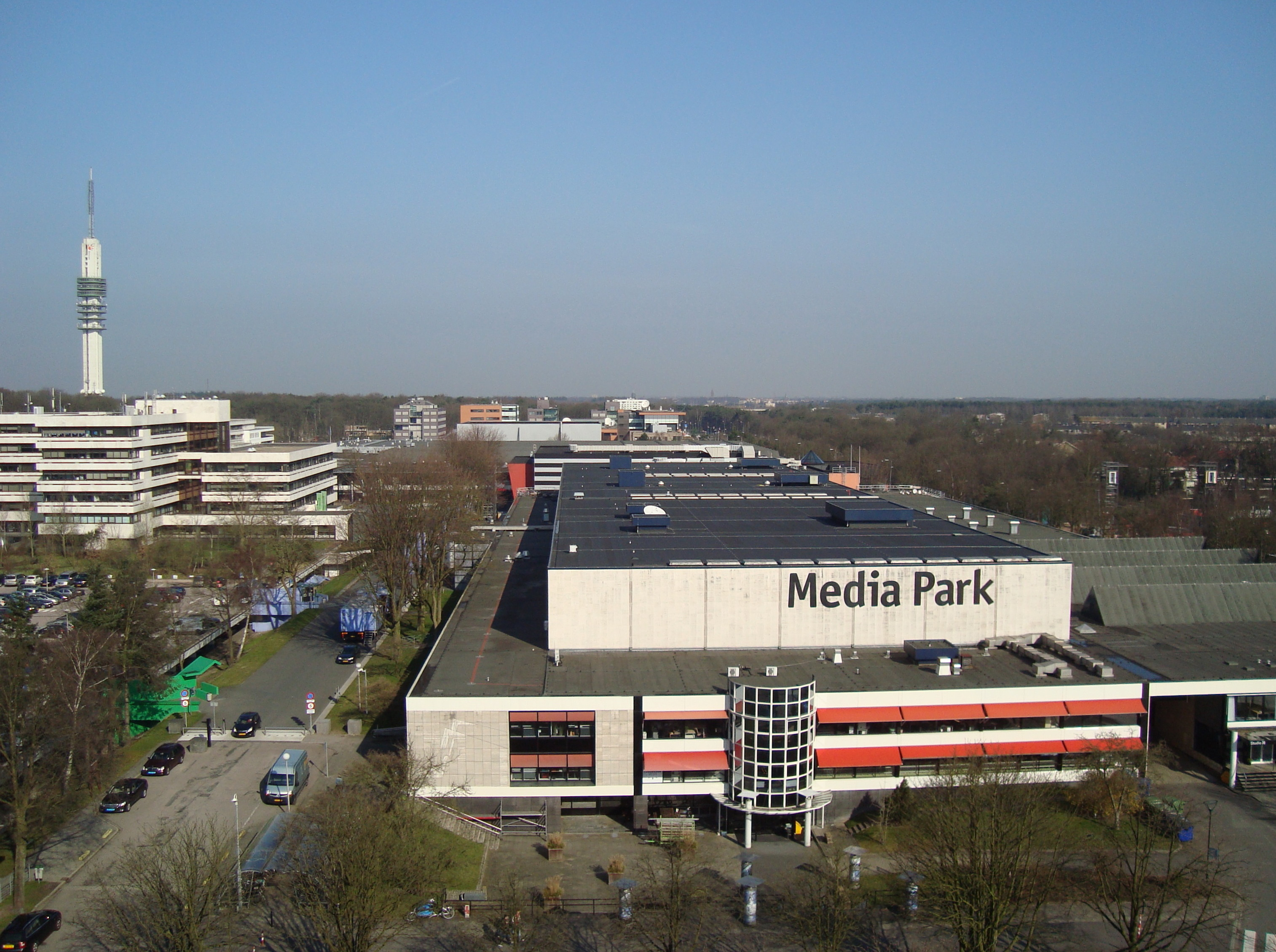
Media Park, visto do Instituto Holandês de Som e Visão

O Media Park é um grande parque empresarial na cidade holandesa de Hilversum . Este local acolhe à sede de várias emissoras e empresas de multimédia holandesas e é a sede da NPO, sistema nacional de radiodifusão pública.     

## Emissoras
As associações de transmissão MAX,  VARA  e VPRO,  que transmitem em canais públicos de televisão como Nederland 1 e também em estações de rádio públicas, estão localizadas nos locais do Media Park. A emissora de notícias e desporto NOS também está localizada no local  mas não é tecnicamente uma associação de radiodifusão (cf. televisão na Holanda ). Outras associações de radiodifusão estão localizadas noutros lugares da cidade de Hilversum : o TROS, por exemplo, está localizada no sul do Media Park, na Lage Naarderweg. 